# Taco (sałatka)

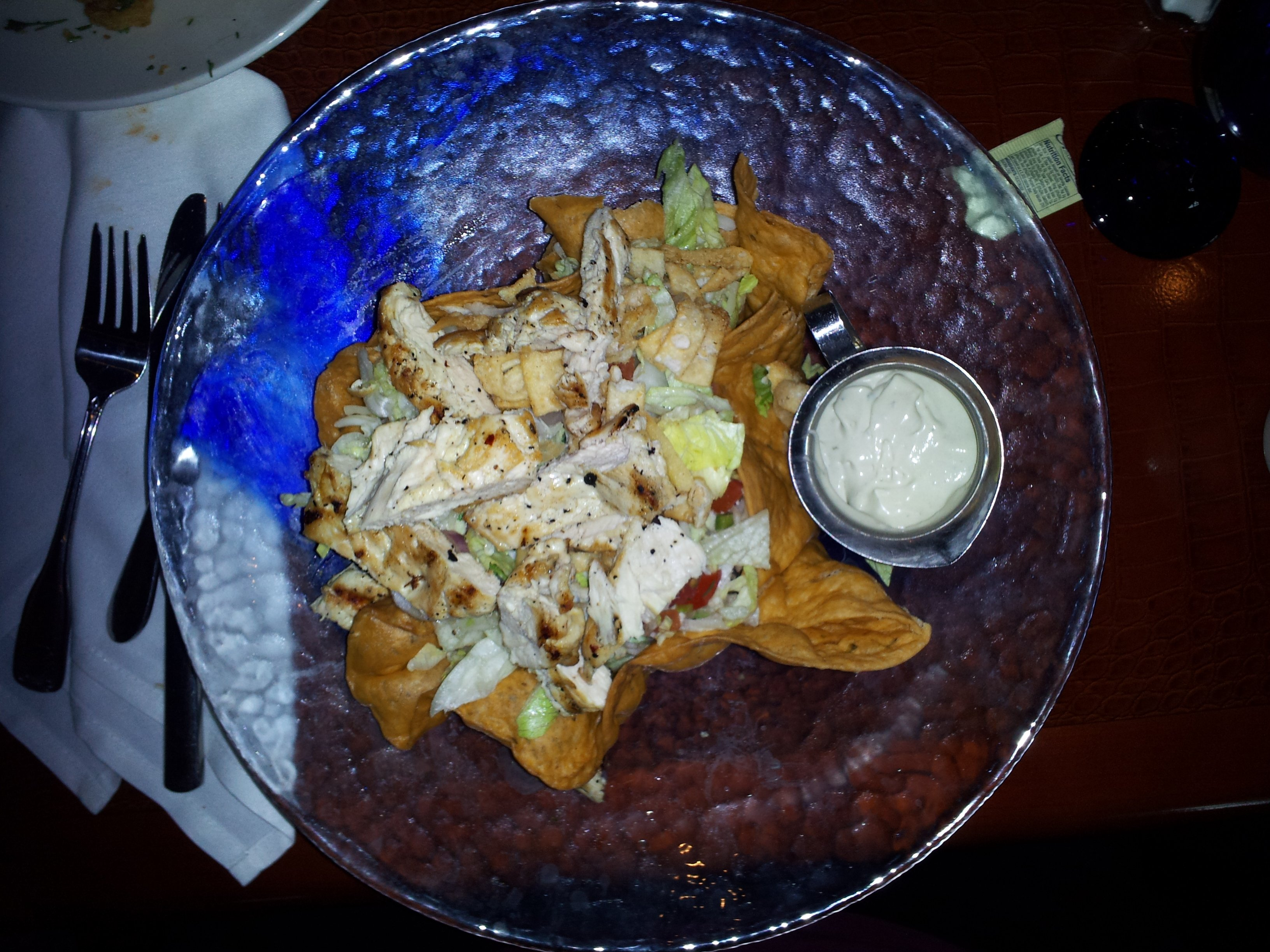
Sałatka Tacos

Sałatka Taco – danie kuchni teksańsko-meksykańskiej (Tex-Mex), które łączy w sobie elementy taco i sałatki owocowo-warzywnej. Powstało w Teksasie w latach 60. XX wieku.

## Składniki
Sałatka jest serwowana na tortilli z mąki kukurydzianej (możliwe jest użycie tortilli przygotowywanych w inny sposób) ułożonej w formie skorupki (miseczki), do której wkłada się rozdrobnioną sałatę lodową, posiekane pomidory, tarty cheddar, kwaśną śmietanę, sos guacamole i salsę. Do sałatki dodaje się mielone mięso wołowe (taco), pikantne mięso drobiowe, w wersji wegetariańskiej mięso zastępuje się ryżem i/lub fasolą.